# دخترهای دل‌باخته
«دخترهای دل‌باخته» (به انگلیسی: Lovesick Girls) ترانه‌ای است که توسط گروه دخترانه کره‌ای بلک‌پینک ضبط شده‌است. ترانه در ۲ اکتبر ۲۰۲۰ به‌عنوان سومین تک‌آهنگ از نخستین آلبوم استودیویی کره‌ای زبان گروه با عنوان آلبوم (۲۰۲۰) ازطریق وای‌جی انترتینمنت و اینترسکوپ رکوردز منتشر شد.